# 森田耕次
森田 耕次（もりた こうじ、1963年2月28日- ）は、ニッポン放送報道スポーツコンテンツセンターの解説委員、元アナウンサー。

## 来歴
東京都出身。1986年3月、中央大学文学部卒業後の同年4月、アナウンサーとしてエフエム東京に入社。
同社退職後、1991年、ニッポン放送へ移籍。アナウンサー職から報道部へ異動し、副部長となる。2009年6月人事にて報道部長に就任。2011年6月1日付の人事異動にて、解説委員となる。以降、ニュースリーダーをローテーションで受け持つ傍ら、報道特別番組や特設ニュースの進行役を主に担う。
2012年10月、日本災害情報学会主催の「廣井賞」（社会的功績分野）を受賞。
2022年4月3日より、ニッポン放送のスポーツアナウンサーが日替わりで投稿しているブログ「アナLOG ショウアップナイター実況アナのつぶやき」の毎週日曜日の担当を、小永井一歩アナウンサーより交代し担当することとなった。これは『ショウアップナイタープレイボール』など、土曜日のナイタースタジオ担当となったことも決め手である。報道部の取材の一環でアトランタ五輪やフランスワールドカップなどを担当したことはあったが、自身の夢でもあった「現場であの試合を生で伝えられるスポーツ（特にプロ野球）中継」には縁がなかった。
2023年6月末をもって解説委員としての役職ではなくなったものの、引き続き嘱託社員として報道部に籍を置きながら、定時ニュースやショウアップナイターに携わっている。

## 人物

### 広島カープファン
1975年の広島東洋カープ初優勝時からのカープファン。このことは報道部記者・報道部長・解説委員という立場である関係で放送上でめったに触れられることはないが、『辛坊治郎ズーム』などで掛け合う（専ら代行で入った増田英彦に振られることがお決まりのパターン）際などに触れられることがある。『上柳昌彦 あさぼらけ』で上柳昌彦の代演を行った際、リスナーからのメールで東京出身なのに広島カープファンなのはなぜ？の質問に対し、赤ヘルフィーバーの立役者、山本浩二と同じ自身の名前も【コウジ】と言うことで親近感を持ったことがきっかけと話し、他のメディアでも言及している。2023年6月9日の千葉ロッテマリーンズ対広島東洋カープ戦の『RCCカープナイター』（中国放送）への裏送りでは、実況予定だった清水久嗣が体調不良により休養し、山内宏明に交代したことから、急遽ベンチリポーターを担当した。放送上は「ニッポン放送森田耕次アナウンサー」と紹介された。その後6月11日付のアナLOGでSTVラジオ・KBCラジオ向けの中継でもリポーターを担当する予定であることを伝えた。その後はベンチリポートの他にも素材収録の実況を担当することがある。

### その他
同じく『上柳昌彦 あさぼらけ』で「（5年間エフエム東京に在籍したが）曲名紹介はものすごく苦手である」と告白。関連して、「FM（エフエム東京）からAM（ニッポン放送）に転籍して戸惑ったことは」との問いに、「むしろFMの方が戸惑いが多く、在籍当時洋楽は邦題ではなく原題で紹介せねばならないことが曲紹介の苦手さを増幅させた」とも語っている。ヒューイ・ルイス&ザ・ニュースとマドンナのコンサートの影アナウンスを担当したことも明かした（両方のコンサートに上柳が観客だったことも判明した）。また子どもの頃からキャンディーズのファン、特に伊藤蘭が好きだったと告白。

## 執筆
- 人－ギャラクシークリエイティブズ 月刊GALAC（放送批評懇談会）

## 出演番組
一部番組以外ニュースリーダーとして

### 現在
- ザ・ラジオショー（木、金曜）
- 辛坊治郎ズーム そこまで言うか!（ニュースリーダー）※木曜 - 2021年4月1日 - 、火曜 - 2020年7月6日 - 2021年3月23日、（情報キャスター[注 2]）※月、火曜 - 2021年3月29日 - 9月28日
- うどうのらじお（金曜）
- ニッポン放送ショウアップナイター（土曜スタジオ担当。2023年より前述のように予備カード含む系列局受託分のベンチリポーターも担当。2024年より自局の本番カードでもリポーターを担当）

### 過去
エフエム東京
- 夜明けのプレリュード

ニッポン放送
- 森永卓郎 朝はニッポン一番ノリ!（ニュースリーダー）
- ショウアップナイターストライク!
- 森永卓郎の朝はモリタク!もりだくSUN（ニュースリーダー）
- 上柳昌彦のお早うGoodDay!（ニュースリーダー）
- 森高千里 STEP by STEP※スポーツ実況アナのお手本として
- 片田敏孝のサンデー ズバリ!ラジオ（パーソナリティ） - 2011年5月29日
- ザ・フォーカス（パーソナリティ） - 2019年9月30日 - 2020年6月4日
- 高嶋ひでたけのあさラジ!※（月、木、金曜のニュースリーダー、ニュース解説）
- 土屋礼央 レオなるど（水、木曜）
- 垣花正のあなたとハッピー!（水曜10時台）
- 高田文夫のラジオビバリー昼ズ（水、金曜）
- DAYS、生放送の特別番組枠（水、木曜→火、木曜）
- 草野満代 夕暮れWONDER4（水、木曜）
- 大橋未歩 金曜ブラボー（金曜）
- 上柳昌彦 あさぼらけ （病欠休暇若しくは夏季休暇時の代理パーソナリティ）※不定期
- ニッポン放送選挙特番
  - 東京都議会議員選挙開票速報〜小池対自民勝つのはどっちだ?〜（パーソナリティ） - 2017年7月2日
  - 衆議院選挙開票速報！「国民はこう決断した！」（開票デスク） - 2017年10月22日
  - これ以降も国政選挙特番では司会、または開票デスクとして携わっており、2018年以降は朝のワイド番組『飯田浩司のOK! Cozy up!』の実質特別編として組まれるが、飯田浩司・新行市佳両アナウンサーは翌日の生放送もあるため、23時台を目処に森田が引継ぐ。
- 高嶋ひでたけ・森田耕次のキニナル・サタデー（パーソナリティ） - 2020年11月14日 - 2021年3月27日、10月23日 -